# Université de León
L'université de León est une université publique espagnole située dans les villes de León (siège et campus principal) et de Ponferrada (campus annexe), en Castille-et-León.
Les origines de l'université remontent à 1843, lorsque est créée l'École normale des maîtres, aussi appelé Séminaire des maîtres de l'instruction publique, et à 1852 lorsque est fondée l'École subalterne vétérinaire, jetant les bases de la future université de León. Elle a été officiellement fondée en 1979 comme une scission de l'université d'Oviedo, dans les Asturies, à partir des diverses écoles et facultés qui en dépendaient et qui existaient depuis plus ou moins longtemps dans la ville de León.
Ces dernières années l'université a signé d'importantes conventions de collaboration, notamment avec l'université de Washington, ce qui a permis l'installation à León du deuxième siège européen de cette université pour l'apprentissage de l'espagnol, avec une capacité de 500 étudiants, et avec l'université de Xiangtan, en Chine, ce qui a favorisé l'implantation dans la ville de l'Institut Confucius.

## Historique

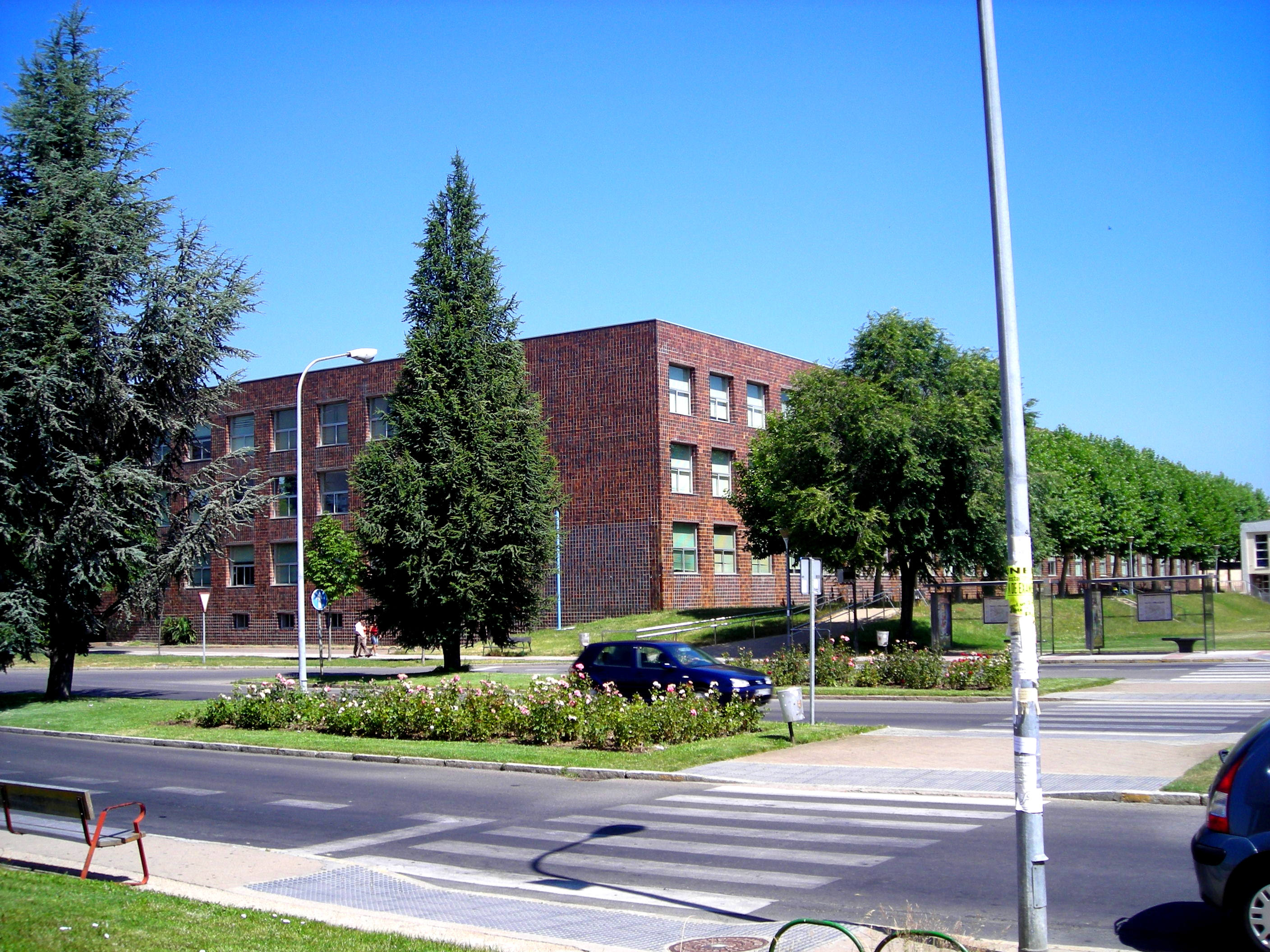
Faculté de philosophie et de lettres.

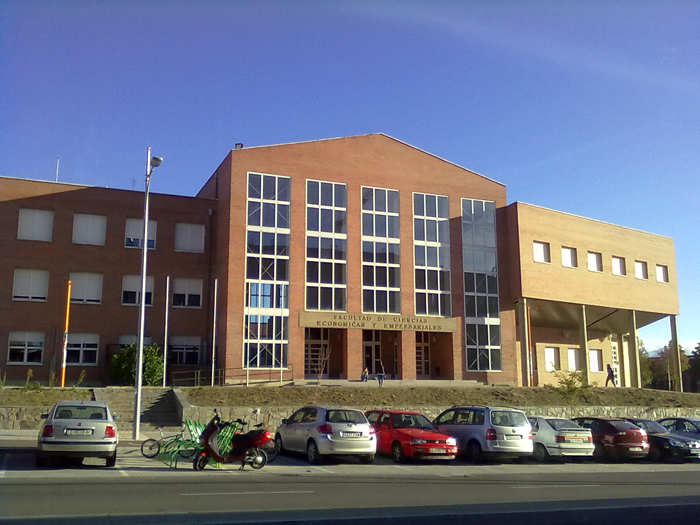
Faculté des sciences économiques et entrepreneuriales.

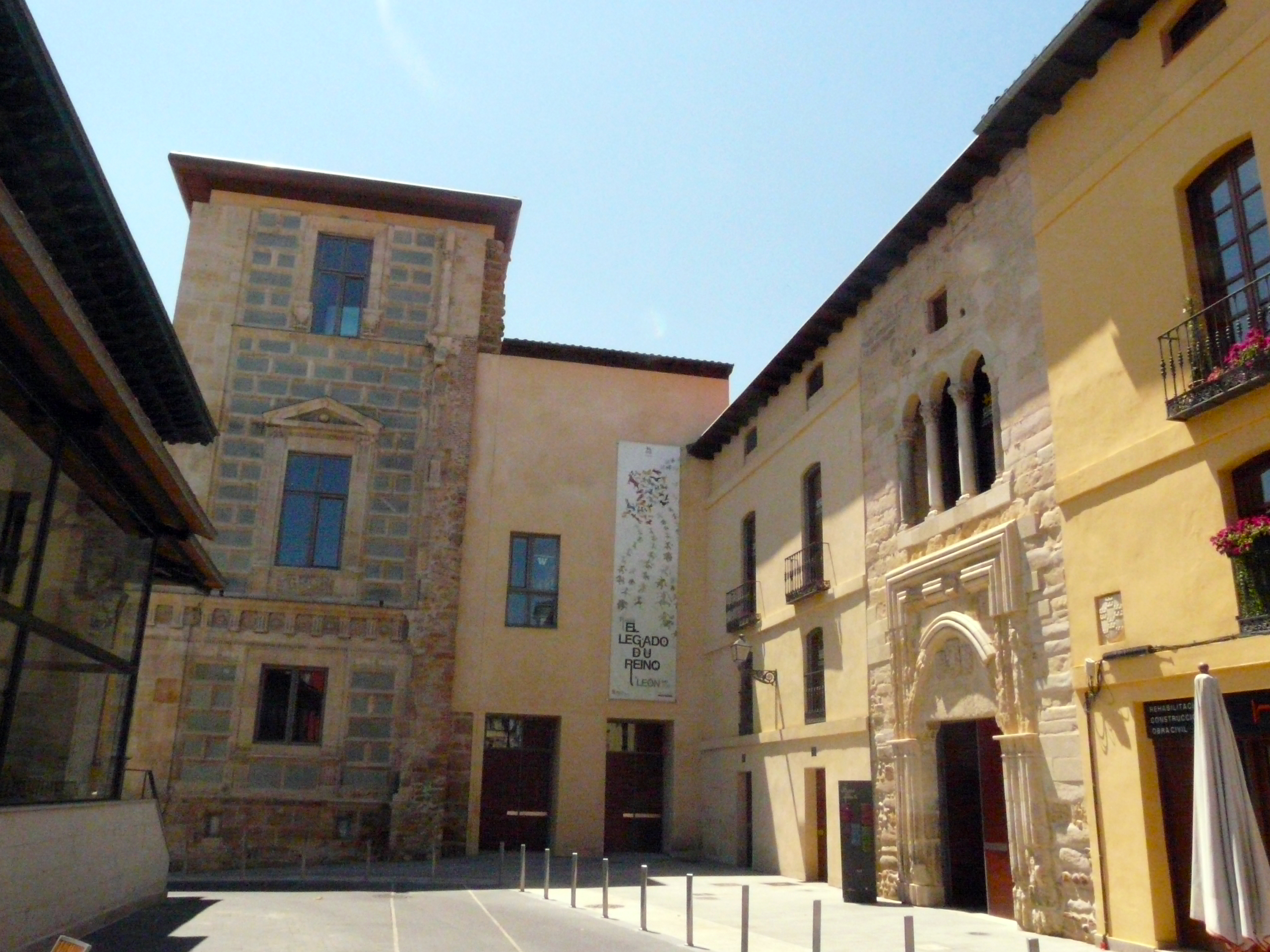
L'université de Washington a son siège dans le palais du comte Luna.

### XIXesiècle
Les origines de l'université de León remontent à la création en 1843 de l'École normale des maîtres, aussi appelée Séminaire des maîtres de l'instruction publique, qui donnera plus tard la faculté d'Éducation. En 1852, l'École subalterne vétérinaire est créée, elle deviendra avec le temps la faculté vétérinaire, la faculté la plus renommée de l'université.

### XXesiècle
En 1914 une École élémentaire de Commerce se crée, après les démarches réitérées des responsables de la Chambre de commerce et d'industrie de León. En 1943 l'École subalterne vétérinaire devient la faculté vétérinaire, et grâce à celle-ci une section des sciences de la Vie y est créée en 1961, bien qu'elle ne soit en activité que depuis 1968.
La faculté vétérinaire a marqué le commencement d'une véritable université à León, puisque outre la section de sciences de la Vie, elle a hébergé les enseignements de droit et l'Académie San Raimundo de Peñafort et le SEU, rattaché à l'université d'Oviedo. En plus de cela, cette faculté hébergeait aussi l'École des contremaîtres universitaires des Mines et des Usines métallurgiques, créée en 1943, ancêtre de l'actuelle École supérieure et technique des ingénieurs des Mines, ainsi que l'École des experts agricoles, créée en 1963 et à l'origine de l'actuelle École supérieure et technique d'ingénierie agraire.
La création de l'université passait par le dépassement du seuil légal d'un minimum de trois facultés, exigé pour se constituer en université. En 1970, la Loi générale d'Éducation, qui a permis l'incorporation des actuelles écoles universitaires à l'université, a produit le déclic nécessaire qui a permis d'entamer la création de l'université de León.
En 1972 le collège universitaire de León est créé, sous le patronage de la Caja León (aujourd'hui Caja España), d'abord pour la Philosophie et les Lettres, et plus tard pour le Droit. La section de Sciences de la Vie est devenue une faculté en 1975.
Le changement s'est produit en 1979, après la chute de la dictature, avec la publication de la loi 29/1979, portant création de l'université de León, et ajoutant à son offre les écoles universitaires d'ingénierie technique industrielle, les écoles universitaires d'infirmerie, qui relevaient alors de la Députation de León, l'école de formation du professorat de l'éducation générale basique de Ponferrada, parrainée par l'Église catholique, et enfin l'école de travail social.

### XXIesiècle
Aujourd'hui l'université de León compte deux campus, l'un à León, sur des terrains de Vegazana, qui appartenaient auparavant au Diocèse de León et ont été acquis et donnés par Caja León, et l'autre à Ponferrada, au sein de l'ancien hôpital Camino de Santiago et inauguré en 1996. Dans son ensemble, l'université délivre 37 diplômes de licence et 18 de master.
Ces dernières années l'université a signé d'importantes conventions de collaboration, notamment avec l'université de Washington, ce qui a permis l'installation à León du deuxième siège européen de cette université pour l'apprentissage de l'espagnol, avec une capacité de cinq cents étudiants, et avec l'université de Xiangtan, en Chine, ce qui a favorisé l'implantation dans la ville de l'Institut Confucius. Les deux universités ont installé un de leurs sièges dans la ville, la première dans le Palais du comte Luna et la deuxième, provisoirement, dans le bâtiment du Centre des langues de l'université de León.

## Centres et facultés

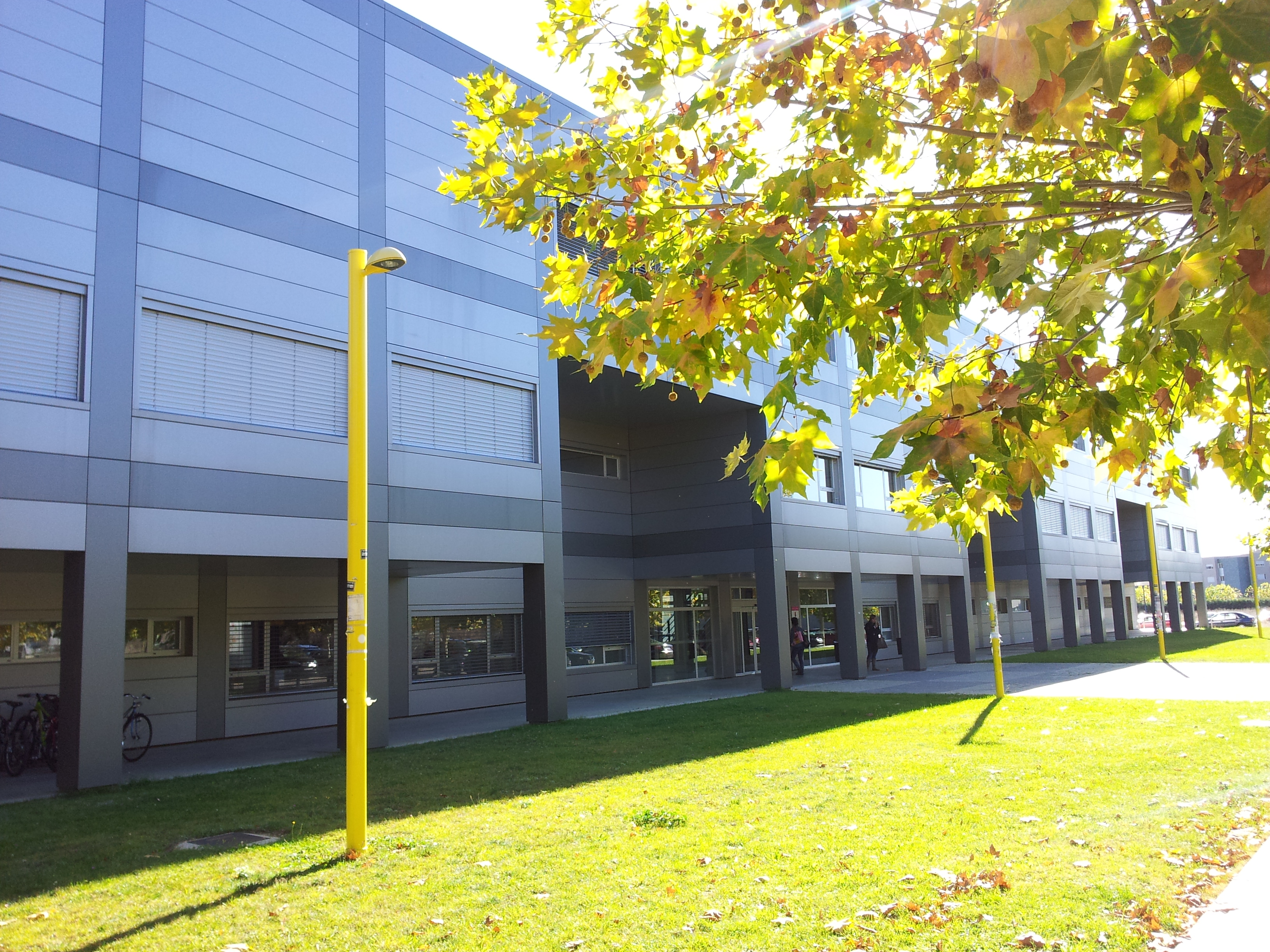
Siège du superordinateur Caléndula, dans le bâtiment CRAI-TIC de l'université.

L'université de León compte huit facultés, six écoles et deux centres privés rattachés, répartis entre les campus de Vegazana à León et de Ponferrada. Parallèlement, l'université comprend également un centre de langues appartenant à l'université, un Centre TIC (dédié aux technologies de l'information et de la communication) appartenant à Hewlett-Packard, dans lequel se trouve le superordinateur Caléndula et se déroulent des travaux pratiques. L'Hôpital clinique vétérinaire de Castille-et-Léon est une structure associée à cette université, les étudiants de la faculté vétérinaire y réalisent leurs travaux pratiques,.

### Rectorat

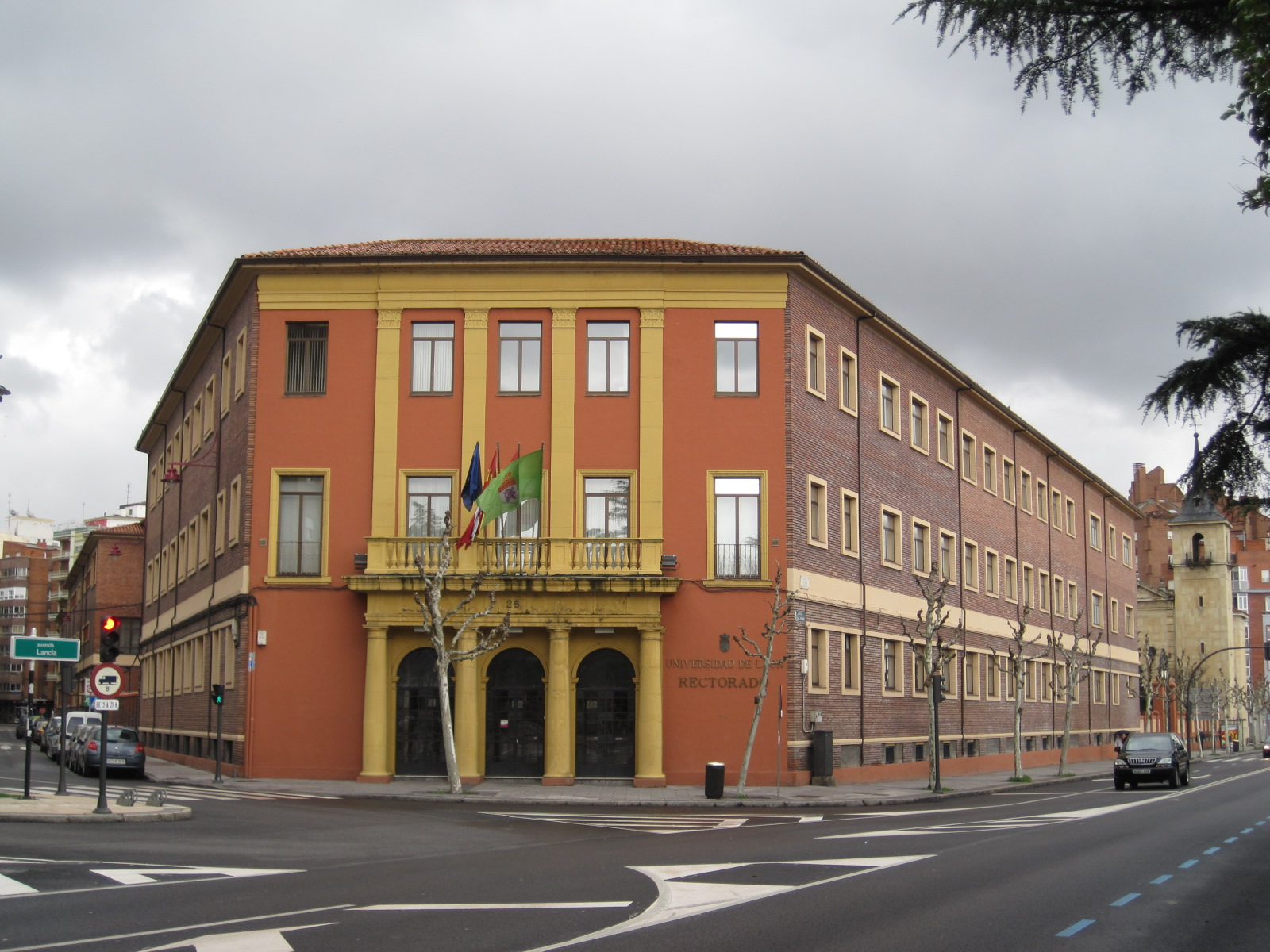
Rectorat de l'université.

Situé dans le centre-ville de León, il occupe l'ancien bâtiment qui, pendant des décennies, a hébergé la faculté vétérinaire, prémices de l'université. Après avoir abandonné l'avenue qui aujourd'hui porte son nom (Avenue de la faculté vétérinaire) et s'être déplacé au campus de Vegazana, le bâtiment a été entièrement remodelé et adapté à sa nouvelle fonction, hébergeant aujourd'hui, entre autres dépendances, le Pavillon de Gouvernance, avec le Rectorat, les services administratifs et la pension de l'université.

### Maison de l'étudiant
Elle occupe une bonne partie de l'ancien bâtiment de la faculté vétérinaire. Les étudiants y trouvent des installations culturelles et de loisir : outre de nombreuses salles d'étude, avec d'amples horaires d'ouverture, il comporte un centre socio-culturel avec un théâtre, El Albéitar, des salles d'exposition, de conférences, des ateliers...
Dans la cour d'accès à ce bâtiment, un petit édifice a été construit, dénommé « bâtiment du XXVe Anniversaire », il héberge des dépendances administratives et la boutique de l'université.

## Personnalités liées à l'université

### Recteurs
- Andrés Suárez y Suárez (1982-1984), professeur d'université en agriculture et économie agraire,
- Miguel Cordero del Campillo (1984-1986), professeur d'université en parasitologie,
- Juan Manuel Nieto Nafría (1986-1990), professeur d'université en zoologie,
- Julio César Santoyo Mediavilla (1990-2000), professeur d'université en traduction et interprétation,
- Ángel Penas Merino (2000-2008), professeur d'université en botanique,
- Jose Ángel Hermida Alonso (2008-2016), professeur d'université en mathématiques,
- Juan Francisco García Marín (2016-), professeur d'université en anatomie pathologique.

### Professeurs
- Francisco Fade Wagner, homme politique, juriste et écrivain, député européen (UPyD), professeur de droit,
- Enrique Javier Díez Gutiérrez, essayiste et pédagogue, professeur d'&ducation,
- Salvador Gutiérrez Ordóñez, linguiste, professeur de philosophie et lettres,
- José Enrique Martínez Fernández, philologue, poète et essayiste, professeur de philosophie et lettres,
- Jaime Rabanal García, homme politique et économiste, professeur de sciences économiques et des entreprises,
- Carmen Acedo Marié, botaniste, professeur de sciences de la vie.

### Étudiants

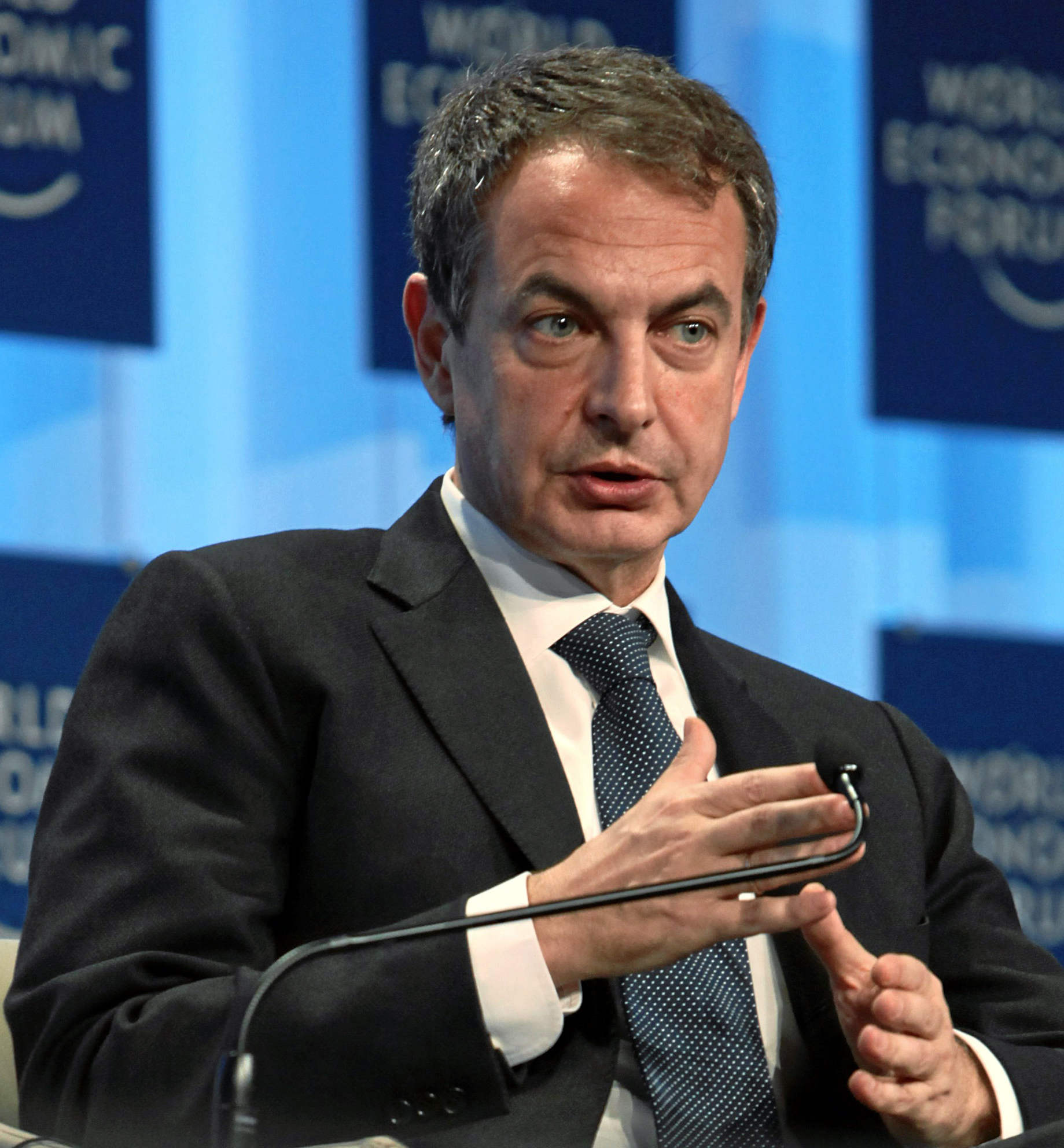
Jose Luis Rodriguez Zapatero, ancien président du gouvernement et ancien étudiant de l'université.

- José Luis Rodríguez Zapatero, président du gouvernement (2004-2011), étudiant en droit,
- Manuel Núñez Pérez, ministre de la Santé et de la Consommation (1981-1982) et avocat, étudiant en droit,
- Sonsoles Espinosa Díaz, épouse de José Luis Rodríguez Zapatero, étudiante en droit,
- Ana Isabel Lapin, poétesse et traductrice, étudiante en sciences de la vie,
- Javier Menéndez Llamazares, écrivain, étudiant en Sciences de l'information et des bibliothèques et Linguistique,
- Raquel Lanseros, poétesse et traductrice, étudiante en philologie anglaise.

### Docteurshonoris causa
- Antonio Gamoneda (1931), poète,
- Manuel Castells (1942), sociologue,
- Victoriano Crémer (1906-2009), poète, romancier et essayiste,
- Ramón Carnicer Blanc (1912-2007), écrivain,
- Antonio Pereira (1923-2009), poète et écrivain,
- Ramón Martín Mateo (1928), juriste.